# Андерссон, Виктор (футболист, март 2004)
Ю́хан Ви́ктор А́ндерссон (швед. Johan Viktor Andersson; род. 30 марта 2004, Мальмё) — шведский футболист, вратарь «Вернаму».

## Клубная карьера
Футболом начал заниматься в команде «Нике», откуда затем перешёл в академию «Мальмё». Там прошёл путь от юношеских команд до основной. 20 мая 2022 года подписал с клубом первый профессиональный контракт, рассчитанный на три с половиной года. Через два дня впервые попал в официальную заявку на матч чемпионата против «Хеккена», но на поле не появился. В декабре 2022 года стало известно, что 2023 год Андерссон проведёт на правах аренды за «Лунд» в первом дивизионе. За время аренды принял участие в 26 матчах, в которых пропустил 26 мячей.
13 декабря 2023 года перешёл в «Вернаму», заключив четырёхлетнее соглашение. Первую игру за новый клуб провёл 2 марта в кубке Швеции против «Хальмстада», заменив в середине второго тайма Юнатана Рашида. 1 апреля во встрече первого тура с «Эльфсборгом» дебютировал в чемпионате Швеции.

## Клубная статистика
| Выступление      | Выступление      | Выступление      | Лига | Лига | Кубки | Кубки | Конт. кубки | Конт. кубки | Итого | Итого |
| Клуб             | Лига             | Сезон            | Игры | Голы | Игры  | Голы  | Игры        | Голы        | Игры  | Голы  |
| ---------------- | ---------------- | ---------------- | ---- | ---- | ----- | ----- | ----------- | ----------- | ----- | ----- |
| Норрбю           | Дивизион 1       | 2023             | 26   | -26  | 0     | 0     | 0           | 0           | 26    | -26   |
| Норрбю           | Итого            | Итого            | 26   | -26  | 0     | 0     | 0           | 0           | 26    | -26   |
| Вернаму          | Алльсвенскан     | 2024             | 1    | -2   | 1     | 0     | 0           | 0           | 2     | -2    |
| Вернаму          | Итого            | Итого            | 1    | -2   | 1     | 0     | 0           | 0           | 2     | -2    |
| Всего за карьеру | Всего за карьеру | Всего за карьеру | 27   | -28  | 1     | 0     | 0           | 0           | 28    | -28   |